# Due pezzi di pane
Due pezzi di pane è un film del 1979 diretto da Sergio Citti.

## Trama
Roma, anni cinquanta. Pippo e Peppe sono due suonatori ambulanti che girano per le osterie e i ristoranti, e che amano la stessa donna. Quando lei muore, i due vanno al cimitero e portano sulla sua tomba tutti i lumini che riescono a trovare. Quindi vanno a cercare suo figlio, figlio di uno di loro, lo rapiscono dall'orfanotrofio e lo portano con loro. Acquistano una gallina il cui venditore assicura che gli darà un uovo al giorno per potere dare l'uovo al bambino, che dopo qualche incertezza hanno deciso di chiamare Piripicchio.
Passa il tempo e a un certo punto Piripicchio sta male e muore. Allora Peppe e Pippo decidono di suicidarsi: si mettono dentro un sacco vicino all'isola Tiberina per cadere nel Tevere; ma vengono fermati da Gigi Proietti, e allora loro capiscono che Proietti, che credevano soltanto essere il gestore di un ristorante, in realtà è il Destino. Lo costringono a riportare in vita Piripicchio, ma mentre Proietti va sul Ponte Fabricio, gli annuncia che si pentiranno di quella loro scelta.

## Critica
«Triste apologo sulla fine di certe atmosfere romane degli anni cinquanta [...] film decisamente inconsueto [...] non perfettamente padroneggiato [...] originale e coraggioso.»